# Juan Francisco Fresno Larraín
Juan Francisco Fresno Larraín (1914 - 2004) là một Hồng y người Chile của Giáo hội Công giáo Rôma. Ông từng đảm nhận vai trò Hồng y Đẳng Linh mục Nhà thờ S. Maria Immacolata di Lourdes a Boccea, Tổng giám mục đô thành Tổng giáo phận Santiago de Chile trong 7 năm, từ năm 1983 đến năm 1990.
Vốn là một giáo sĩ trong vai trò lãnh đạo giáo hội địa phương, ông từng đảm trách nhiều vai trò khác nhau trước khi tiến đến trở thành Tổng giám mục đô thành Santiago, như: giám mục chính tòa Giáo phận Copiapó (1958 - 1971), Tổng giám mục đô thành Tổng giáo phận La Serena (1971 - 1983). Ngoài lãnh đạo các giáo phận được bổ nhiệm, ông còn đảm nhận vị trí quan trong tại Hội đồng giám mục quốc gia như: Chủ tịch Hội đồng Giám mục Chile (1976 - 1977). Ông được vinh thăng Hồng y ngày 25 tháng 5 năm 1985, bởi Giáo hoàng Gioan Phaolô II.

## Tiểu sử
Hồng y Juan Francisco Fresno Larraín sinh ngày 26 tháng 7 năm 1914 tại Santiago de Chile, Tổng giáo phận Santiago de Chile, Chile. Sau quá trình tu học dài hạn tại các cơ sở chủng viện theo quy định của Giáo luật, ngày 18 tháng 12 năm 1937, Phó tế Larraín, 23 tuổi, tiến đến việc được truyền chức linh mục. Cử hành nghi thức truyền chức cho tân linh mục là Tổng giám mục José Horacio Campillo Infante, Tổng giám mục đô thành Tổng giáo phận Santiago de Chile. Tân linh mục đồng thời cũng là thành viên linh mục đoàn Tổng giáo phận Santiago de Chile.
Sau 21 năm thi hành các công việc mục vụ với thẩm quyền và cương vị của một linh mục, ngày 15 tháng 6 năm 1958, Tòa Thánh loan tin Giáo hoàng đã quyết định tuyển chọn linh mục Juan Francisco Fresno Larraín, 44 tuổi, gia nhập Giám mục đoàn Công giáo Hoàn vũ, với vị trí được bổ nhiệm là giám mục chính tòa Giáo phận Copiapó. Lễ tấn phong cho vị giám mục tân cử được tổ chức sau đó vào ngày 15 tháng 8 cùng năm, với phần nghi thức chính yếu được cử hành cách trọng thể bởi 3 giáo sĩ cấp cao, gồm chủ phong là Tổng giám mục Alfredo Cifuentes Gómez, Tổng giám mục đô thành Tổng giáo phận La Serena; hai vị giáo sĩ còn lại, với vai trò phụ phong, gồm có giám mục Francisco de Borja Valenzuela Ríos, giám mục chính tòa Giáo phận Antofagasta và Giám mục José Manuel Santos Ascarza, O.C.D., giám mục chính tòa Giáo phận Valdivia. Tân giám mục chọn cho mình châm ngôn:ADVENIAT REGNUM TUUM. Gần hai tuần sau khi được truyền chức, ông chính thức nhận giáo phận mới của mình, vào ngày 26 tháng 6.
Sau khoảng thời gian 9 năm làm giám mục Copiapó, Giám mục Larraín được Tòa Thánh thăng Tổng giám mục, qua việc bổ nhiệm giám mục này làm Tổng giám mục đô thành Tổng giáo phận La Serena. Thông báo về việc bổ nhiệm này được công bố cách rộng rãi vào ngày 28 tháng 6 năm 1967. Tân Tổng giám mục đã đến cử hành các nghi thức nhận giáo phận sau đó vào ngày 28 tháng 9 cùng năm.
Sau 16 năm đảm nhận vai trò tại La Serena, Tòa Thánh quyết định thuyên chuyển Tổng giám mục Larraín đến Tổng giáo phận Santiago de Chile. Thông báo về việc bổ nhiệm này được công bố cách rộng rãi vào ngày 3 tháng 5 năm 1983. Tân Tổng giám mục Santiago đã đến cử hành các nghi thức nhận giáo phận sau đó vào ngày 10 tháng 6 cùng năm.
Bằng việc tổ chức công nghị Hồng y năm 1985 được cử hành chính thức vào ngày 25 tháng 5, Giáo hoàng Gioan Phaolô II đưa ra quyết định vinh thăng Tổng giám mục Juan Francisco Fresno Larraín tước vị danh dự của Giáo hội Công giáo, Hồng y. Tân Hồng y thuộc Đẳng Hồng y Linh mục và Nhà thờ Hiệu tòa được chỉ định là Nhà thờ S. Maria Immacolata di Lourdes a Boccea.
Ngày 30 tháng 3 năm 1990, Tòa Thánh chấp thuận đơn hồi hưu của ông, vì lý do tuổi tác, theo Giáo luật. Ông qua đời ngày 14 tháng 10 năm 2004, thọ 90 tuổi.